# Estadio José Ortega Martínez
No confundir con Estadio Jesús Martínez "Palillo" en Iztacalco.
El Estadio José Ortega Martínez, también conocido como JOM o Estadio Valle Bowl, es un estadio de fútbol americano con capacidad para 3.700 personas ubicado en Naucalpan, Estado de México, dentro del campus Lomas Verdes de la Universidad del Valle de México. El estadio es la casa del equipo de fútbol americano representativo de la universidad, los Linces Lomas Verdes.
El inmueble tuvo un costo superior a los 100 millones de pesos y fue abierto para albergar los juegos de la liga mayor de la ONEFA a partir de la temporada 2010. El estadio cuenta con pasto sintético, butacas individuales, vestidores, baños, marcador electrónico, zona de alimentos, alumbrado de gran capacidad lumínica, además de un palco para prensa a la altura de la yarda 50.